# Eloy (Arizona)
Pour les articles homonymes, voir Eloy (homonymie).
La ville américaine d’Eloy est située dans le comté de Pinal, dans l’État d’Arizona. Lors du recensement de 2010, sa population s’élevait à 16 631 habitants.
Ville hôte des Championnats du Monde de parachutisme dans les disciplines Artistique, Pilotage sous Voile, Vol Relatif, Voile Contact & Wingsuit, du 20 au 26 Octobre 2022.

## Démographie
| 1950  | 1960  | 1970  | 1980  | 1990  | 2000   |
| ----- | ----- | ----- | ----- | ----- | ------ |
| 3 580 | 4 899 | 5 381 | 6 240 | 7 211 | 10 375 |

| 2010   | - | - | - | - | - |
| ------ | - | - | - | - | - |
| 16 631 | - | - | - | - | - |

## Source
- (en) Cet article est partiellement ou en totalité issu de l’article de Wikipédia en anglais intitulé « Eloy, Arizona » (voir la liste des auteurs).